# N159 (Frankrijk)
De N159 of Route nationale 159 is een nationale weg in Frankrijk. De weg loopt van Bertrimoutier via de Tunnel Maurice-Lemaire naar Sainte-Marie-aux-Mines en is 14 kilometer lang. Samen met de N59 verbindt de weg Lunéville met Sélestat. Om door de tunnel te rijden moet tol betaald worden.

## Geschiedenis
In 1811 liet Napoleon Bonaparte de Route impériale 179 aanleggen van Tours naar Laval. In 1824 werd de N159 gecreëerd uit de oude route van de Route impériale 179. Deze weg liep van Tours naar Rennes via La Flèche en was 130 kilometer lang. 
In 1973 werd de weg overgedragen aan de departementen, omdat hij geen nationale verbindingsfunctie meer had. Deze delen hebben daardoor nummers van de departementale wegen. De overgedragen delen van de N159 kregen de volgende nummers:
- Indre-et-Loire: D959
- Maine-et-Loire: D959
- Sarthe: D306
- Mayenne: D21

### Huidige route
De huidige N159 is in 1976 geopend, nadat de voormalige spoortunnel Maurice-Lemaire werd heropend als wegtunnel. Hierdoor kon het verkeer tussen Nancy en Sélestat de Col de Sainte-Marie mijden. 
N1 · N2 · N3 · N4 · N5 · N6 · N7 · N9 · N10 · N11 · N12 · N13 · N14 · N15 · N17 · N19 · N19J · N20 · N21 · N22 · N24 · N25 · N27 · N28 · N31 · N33 · N34 · N36 · N37 · N41 · N42 · N43 · N44 · N47 · N49 · N51 · N52 · N57 · N58 · N59 · N61 · N61A · N65 · N66 · N67 · N70 · N77 · N79 · N80 · N82 · N83 · N85 · N86 · N87 · N88 · N89 · N90 · N94 · N98 · N100 · N102 · N104 · N105 · N106 · N109 · N112 · N113 · N116 · N118 · N118A · N118B · N122 · N123 · N124 · N125 · N126 · N129 · N134 · N135 · N136 · N137 · N138 · N141 · N142 · N145 · N147 · N149 · N150 · N151 · N154 · N157 · N158 · N159 · N162 · N164 · N165 · N166 · N171 · N174 · N175 · N176 · N182 · N184 · N186 · N186A · N186B · N188 · N191 · N192 · N201 · N202 · N205 · N209 · N216 · N221 · N224 · N225 · N227 · N230 · N237 · N244 · N248 · N249 · N250 · N254 · N265 · N274 · N282 · N296 · N301 · N303 · N306 · N314 · N315 · N316 · N320 · N324 · N330 · N337 · N338 · N346 · N353 · N356 · N363 · N385 · N388 · N401 · N406 · N410 · N416 · N425 · N431 · N440 · N441 · N444 · N446 · N449 · N481 · N486 · N488 · N489 · N520 · N524 · N532 · N537 · N542 · N543 · N568 · N569 · N572 · N580 · N814 · N844 · N1007 · N1012 · N1013 · N1014 · N1019 · N1021 · N1029 · N1031 · N1043 · N1050 · N1075 · N1083 · N1104 · N1113 · N1134 · N1135 · N1141 · N1154 · N1338 · N1547 · N1569 · N2028 · N2043 · N2057 · N2162 · N2249